# 삼중나선

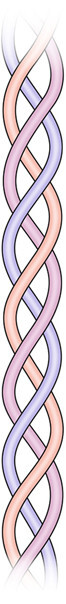

삼중나선(三重螺線)은 세 개의 서로 대칭인 나선이 같은 축 방향으로 놓여있는 모양이다.
제임스 D. 왓슨과 프랜시스 크릭등은 처음엔 DNA가 삼중나선이라고 생각했다. 이후 후그스틴 염기쌍에 의해 DNA삼중나선도 존재함이 밝혀졌다.